# Saint-Gervais-en-Belin
Saint-Gervais-en-Belin is een plaats en voormalige gemeente in het Franse departement Sarthe in de regio Pays de la Loire en telt 1821 inwoners (2004). De plaats maakt deel uit van het arrondissement Le Mans.

## Geschiedenis
Saint-Gervais-en-Belin is op 1 januari 2025 gefuseerd met de gemeente Laigné-en-Belin tot de gemeente Laigné-Saint-Gervais.

## Geografie
De oppervlakte van Saint-Gervais-en-Belin bedraagt 9,5 km², de bevolkingsdichtheid is 191,7 inwoners per km².

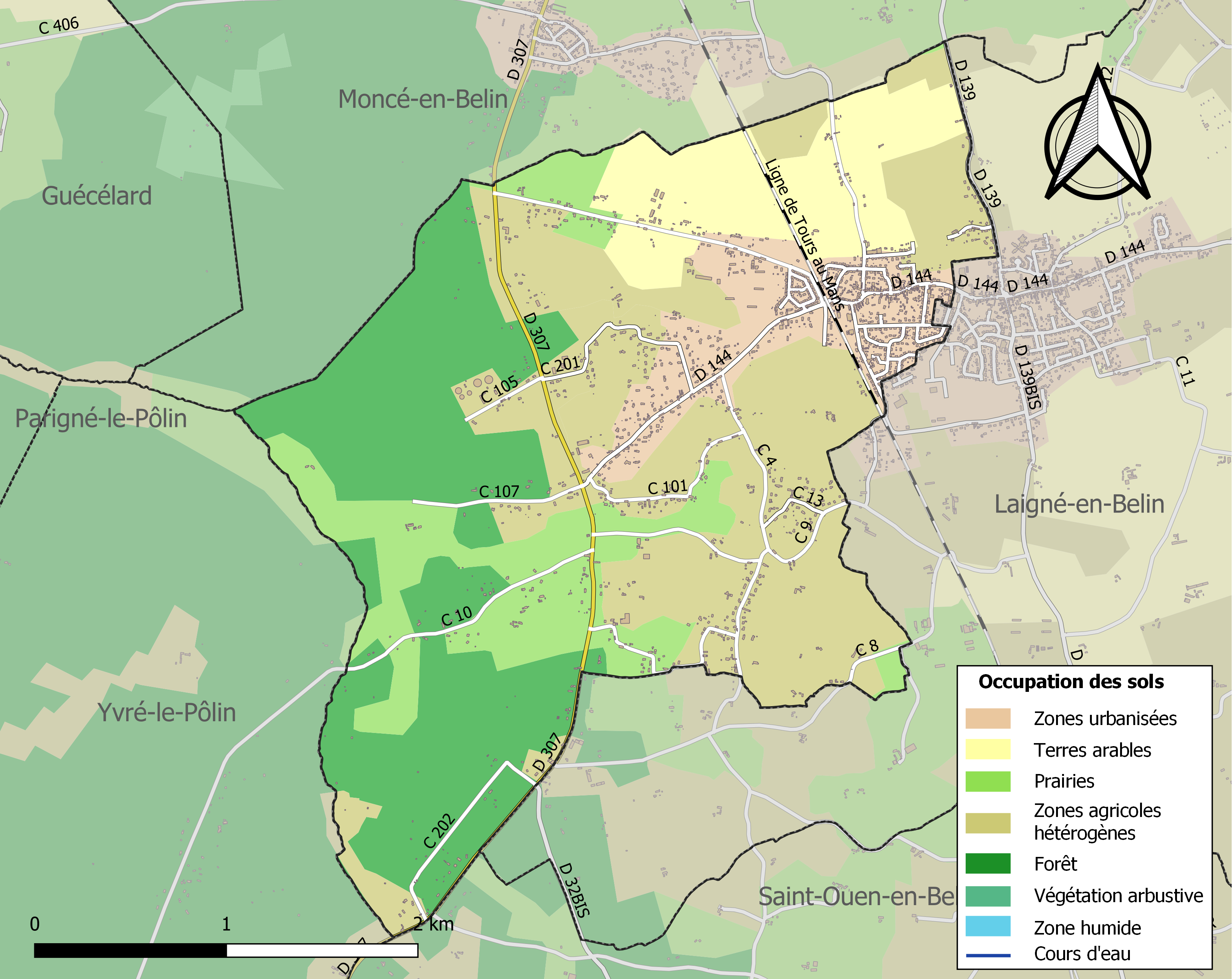
Kaart van de belangrijkste infrastructuur, bodemgebruik en omliggende gemeenten

## Demografie
Onderstaande figuur toont het verloop van het inwonertal.